# Інститут Слов'янського світу
Інститут Слов'янського світу (Токіо) (яп. スラブ世界研究所, англ. Institute of the Slavic World, ISW, рос. Институт Славянского мира、пол. Instytut Świata Słowiańskiego) розташований у Токіо в Японії (у районі Тораномон). Це науковий сектор, який займається слов'янськими країнами, у японській фірмі Erico Inc.(エリコ通信社) Інститут Слов'янського світу займається усним та письмовим перекладом, координацією торговельних та культурно-художніх проєктів між Японією і слов'янськими країнами, зокрема Україною, за рахунок особистої мережі контактів із громадянами цих країн.
Інститут займається такими слов'янськими й східноєвропейськими країнами: Україна, Польща, Чехія, Словаччина, Болгарія, Північна Македонія, Сербія, Хорватія, Боснія і Герцеговина, Чорногорія, Словенія, Косово та Албанія.

## Структура

### Послуги
За рахунок найширших та найбільш тісних у Японії зв'язків Інституту Слов'янського світу з українськими та східноєвропейськими партнерами, Інститут впроваджує такі послуги міжнародної співпраці:
1. Відновлення України і торгівля: Інститут Слов'янського світу займається проєктом відновлення інфраструктури України, координацією торговельних проєктів, усним та письмовим перекладом, і зв'язує українських і східноєвропейських клієнтів з японськими партнерами.
2. Культурно-художні заходи: займається координацією культурно-художніх проєктів між державними органами, спільнотами та групами вищезазначених країн та Японією, усним та письмовим перекладом. Інститут зв'язує українських і східноєвропейських артистів, художників з японськими партнерами.
3. Координація для ЗМІ і режисерів: займається координацією документальних і кінематографічних зйомок у Японії для українських і східноєвропейських груп ЗМІ і режисерів, а також усним та письмовим перекладом.
4. Дослідження та аналіз: займається аналізом ринку Японії в цілому та окремих індустрій Японії, навчальною рекомендацією для українських і східноєвропейських підприємств, державних й навчальних органів і ЗМІ. Організація налагоджує контакт українських й східноєвропейських підприємств, державних й навчальних органів з японськими партнерами.

### Стратегія
У 2020-х роках геополітичний та економічний стан у східноєвропейських країнах, зокрема в Україні, і Японії, різко змінюється.
1. У Інституті координаційна й перекладацька діяльність по відновленню України і зв'язку українських і східноєвропейських клієнтів із японськими партнерами сприяють розбудові миру у світі.
2. Координаційна й перекладацька діяльність між хоробрими українськими й східноєвропейськими клієнтами бізнесу та японськими партнерами роблять внесок у розвиток світової економіки.
3. Організація культурно-художніх і технологічних проєктів і стимуляція культурно-художнього обміну між Україною, східноєвропейськими країнами і Японією, допомагають самоактуалізації талановитих і високо кваліфікаційних осіб, роблять внесок у розвиток технології України.
4. Регулярно проводить зустрічі з науковцями, співробітниками та перекладачами. Організація збирає своїй глибині знання і надає клієнтам докладну інформацію про найновіші тренди та дані. У цьому процесі пропонує й веде всі проєкти.

### Досягнення

#### Усний та письмовий переклад
- Інститут Слов'янського світу займався синхронним перекладом (українська — японська) з високим рівнем на міжнародній конференції в Японії[1].
- Удало займався проведенням інтерв'ю за допомогою тісних у Японії зв'язків з українськими партнерами під час війни — журналістами, державними службовцями та іншими громадянами.
- Займався усним перекладом інтерв'ю українців, що евакуювались до Японії для японських ЗМІ, транскрипцією і редакцією відеоінтерв'ю[2]. Він установив дружні стосунки з українськими і японськими журналістами.
- Займався усним перекладом інтерв'ю в тренера Миколи Костенка та капітана Андрія Борсука зі Збірної України з пляжного футболу[3] на товариських матчах між Україною та Японією[4], які провели 1 та 2 жовтня 2022 року в м. Акаші, преф. Хьоґо в Японії. Ця перекладацька допомога у міжнародній спортивній діяльності зробила внесок у розвиток пляжного футболу та мир у світі. Ці товариські матчі транслювалися на офіційному YouTube-каналі «Федерації футболу Японії»[5].

#### Культурний обмін
- Засновник та головний науковець Інституту Слов'янського світу Масато Лягушкін особисто започаткував дружні зв'язки з українцями, публікує відео про спілкування з ними й лекції з української мови для японців. Він знімає відео про японські «зникаючі» традиції і «забуту» національну культуру[6].

## Персонал
Інститут Слов'янського світу з видатними співробітниками займатися координацією та перекладом, несе відповідальність за рекомендацію клієнтам організації корисних японських партнерів: підприємства, державні й навчальні органи.